# Liste des guerres de Chypre
Cette liste regroupe les guerres et conflits ayant vu la participation de Chypre. Voici une légende facilitant la lecture de l'issue des guerres ci-dessous :
- Victoire chypriote
- Défaite chypriote
- Autre résultat (par exemple un traité ou une paix sans un résultat clair, un statu quo ante bellum, un résultat inconnu ou indécis)
- Conflit en cours

## République de Chypre
| Début        | Fin       | Nom du conflit                        | Belligérants              | Belligérants | Lieu   | Issue                                                                            |
| Début        | Fin       | Nom du conflit                        | Alliés (y compris Chypre) | Ennemis      | Lieu   | Issue                                                                            |
| ------------ | --------- | ------------------------------------- | ------------------------- | ------------ | ------ | -------------------------------------------------------------------------------- |
| juillet 1974 | août 1974 | Invasion de Chypre (Opération Attila) | Chypre Grèce              | Turquie      | Chypre | Victoire turque Partition de Chypre Proclamation de l'État fédéré turc de Chypre |